# 张新伟
张新伟（1965年5月—），山西芮城人，中共党员，在职研究生学历，中华人民共和国政治人物。曾任中共太原市委副书记、太原市人民政府市长等职务。

## 生平
张新伟早年在山西大学数学系求学，毕业后进入山西财经学院任教，2002年转战政界，曾任中共太原市晋源区委书记，山西省科技厅副厅长，2020年1月出任山西省科技厅厅长。
2020年10月，张新伟离开科技厅，出任中共太原市委副书记、代理市长，2021年2月转正。2023年1月16日，当选为全国人大代表，代表山西选区，任期5年。2024年12月，张新伟不再担任太原市长，由范兆森接替。